# Wellington Regional Stadium
Wellington Regional Stadium è un impianto sportivo multifunzione che si trova a Wellington, città capitale della Nuova Zelanda.
Iniziato nel 1998 per rimpiazzare il vecchio Athletic Park, sorge nei pressi del porto cittadino e fu inaugurato a gennaio 2000 divenendo da subito l'impianto interno della provincia rugbistica di Wellington e della compagine di Super 12 dell'Hurricanes.
Per ragioni commerciali, dall'inaugurazione fino a tutto il 2019 fu noto come Westpac Stadium, dal nome della banca australiana che ne acquisì i diritti di denominazione.
Dal 1º gennaio 2020 è altresì noto con il nome di Sky Stadium dopo accordo con l'omonimo network televisivo satellitare.
Per la sua forma è anche colloquialmente chiamato The Cake Tin (inglese per teglia da torta).
Nel 2011 ospitò vari incontri della fase a gironi più due quarti di finale della Coppa del Mondo di rugby a XV; analoga competizione, ma nel XIII, ospitò nel 2017.
Fu anche teatro della Coppa del Mondo di cricket 2015 e nel 2023 è destinato a ospitare gare del nono campionato mondiale femminile di calcio.
Lo stadio, capace di più di 34000 spettatori, è di proprietà di Wellington Regional Stadium Trust, organizzazione fiduciaria no-profit costituita appositamente per la gestione dell'impianto.
Al 2021 è impianto interno, oltre che delle due citate formazioni rugbistiche, della formazione professionistica del Wellington Phoenix, militante nell'A-League di calcio.

## Storia
L'impianto storico di Wellington era l'Athletic Park che, inaugurato nel 1896, ai tempi della I Coppa del Mondo di rugby nel 1897 era ormai vecchio di quasi novant'anni e largamente obsoleto.
Scartata una, troppo onerosa, ristrutturazione, fu decisa la costruzione di un nuovo impianto e la demolizione di Athletic Park una volta ultimato.

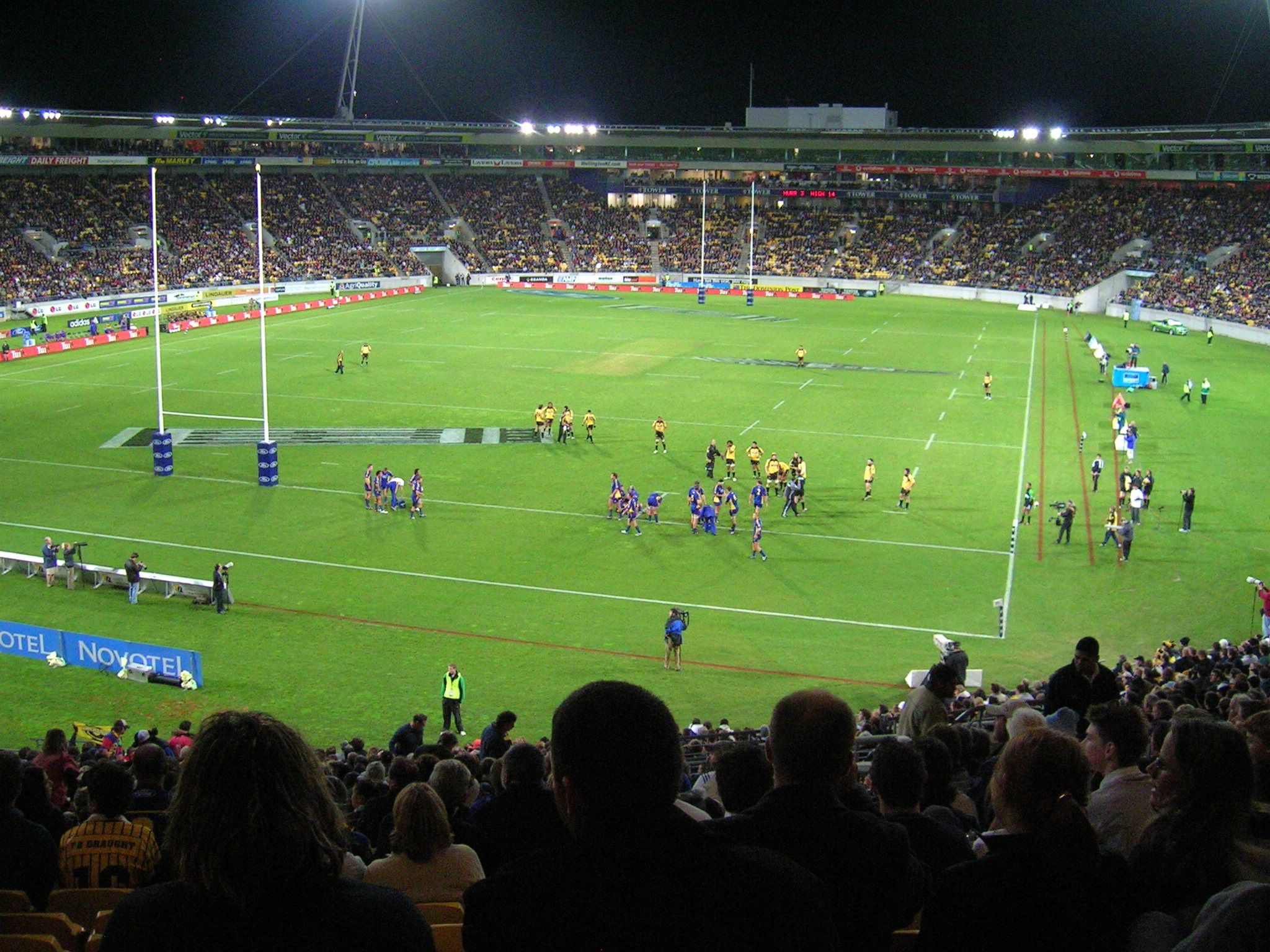
Una fase di gioco tra e del Super 12 2005

Il nuovo stadio, commissionato dal consiglio comunale di Wellington al contraente generale Fletcher Construction, fu edificato in una zona portuale su un'area di circa 34000 m² sottratta al mare a circa mezzo chilometro dalla stazione centrale.
Il progetto, a firma degli studi di architettura Bligh Lobb Sports (odierno Populous) e Warren & Mahoney, prevedeva un impianto completamente coperto di forma ellittica, con l'asse maggiore lungo circa 240 m e quello minore 200 m; le competenze ingegneristiche sulle opere in cemento precompresso e la copertura furono fornite da Holmes Consulting.
I lavori iniziarono a marzo 1998 e si conclusero a fine 1999.
Il costo totale ammontò a 130 milioni di dollari dell'epoca, reperiti tramite raccolta fondi (50 milioni), prestiti bancari (33 milioni), donazioni (7 milioni), consiglio regionale (25 milioni) e municipalità di Wellington (15 milioni).
L'inaugurazione fu prevista per il 3 gennaio 2000 in occasione di un incontro di cricket valido per la Shell Cup 1999-2000 tra Wellington e Northern Districts.
La pioggia rinviò l'apertura effettiva al giorno successivo.
Lo stadio divenne il terreno interno della formazione provinciale rugbistica di Wellington e della franchise di Super 12 dell'Hurricanes nella stagione invernale, mentre in quella estiva continuò a essere usato dalla rappresentativa di cricket della capitale: fu durante l'intervallo di un One Day International di tale disciplina, a febbraio 2002, che il regista Peter Jackson decise di registrare cori e rumori dei tifosi nello stadio da utilizzare come effetti sonori durante una scena di battaglia del film Le due torri, della trilogia del Signore degli Anelli.
Nel 2005 ospitò per la prima volta i British Lions nel corso del loro tour in Nuova Zelanda, un infrasettimanale vinto 23-6 su Wellington e una sconfitta 18-48 nel test match contro gli All Blacks.

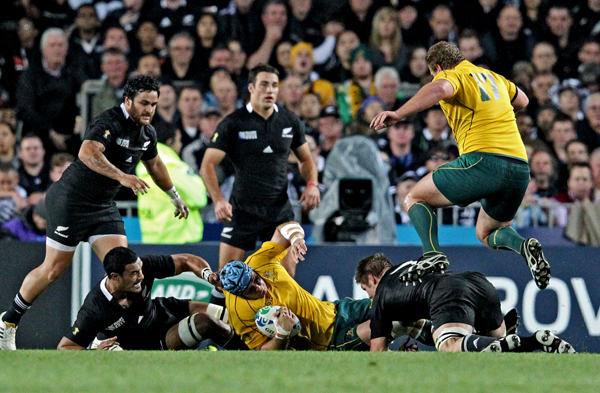
Semifinale tra e alla

Nel 2008 il Regional Stadium divenne anche sede fissa del calcio, grazie al neonato club cittadino del Wellington Phoenix che decise di utilizzare tale struttura per i suoi incontri interni.
Due anni più tardi lo stadio fu testimone della qualificazione degli All Whites, la nazionale maschile, al campionato mondiale di calcio 2010 in Sudafrica, la seconda di sempre a 28 anni dalla prima del 1982: nel turno di ritorno del ripescaggio interzona Asia / Oceania la Nuova Zelanda batté 1-0 il Bahrein con un goal di Rory Fallon.
Nel corso della Coppa del Mondo di rugby 2011 fu il secondo stadio più utilizzato della competizione con 8 incontri, tre meno di Eden Park ad Auckland; Wellington ospitò sei incontri della fase a gironi più due quarti di finale, la vittoria 22-10 del Galles sull'Irlanda e quella dell'Australia per 11-9 sul Sudafrica.
Nel 2015 fu tra le sedi di un'altra importante manifestazione internazionale, l'11ª Coppa del Mondo di cricket organizzata congiuntamente da Australia e Nuova Zelanda, della quale accolse diversi incontri della fase a gironi più il quarto di finale che vide la squadra nazionale di casa battere le Indie Occidentali.
In occasione della Coppa del Mondo di rugby a 13 2017 lo stadio ospitò il quarto di finale tra la Nuova Zelanda e Figi, vinto 4-2 dalla squadra ospite; a titolo statistico, si trattò dell'appena secondo incontro senza mete dell'intera storia della Coppa del Mondo.
A febbraio 2019 fu reso noto che l'accordo di naming stipulato nel 2000 con il gruppo bancario australiano Westpac non sarebbe stato rinnovato e sarebbe quindi scaduto il 31 dicembre successivo.
A fine anno fu annunciato un nuovo accordo di naming con la filiale neozelandese del network satellitare internazionale Sky, a seguito del quale, dal 1º gennaio 2020, lo stadio è noto con il nome commerciale di Sky Stadium.
Con l'ufficializzazione a giugno 2020 dell'affidamento congiunto ad Australia e Nuova Zelanda dell'organizzazione del campionato mondiale femminile di calcio 2023, il Regional Stadium è stato designato tra gli impianti destinati ad accogliere gare di tale manifestazione.

## Caratteristiche

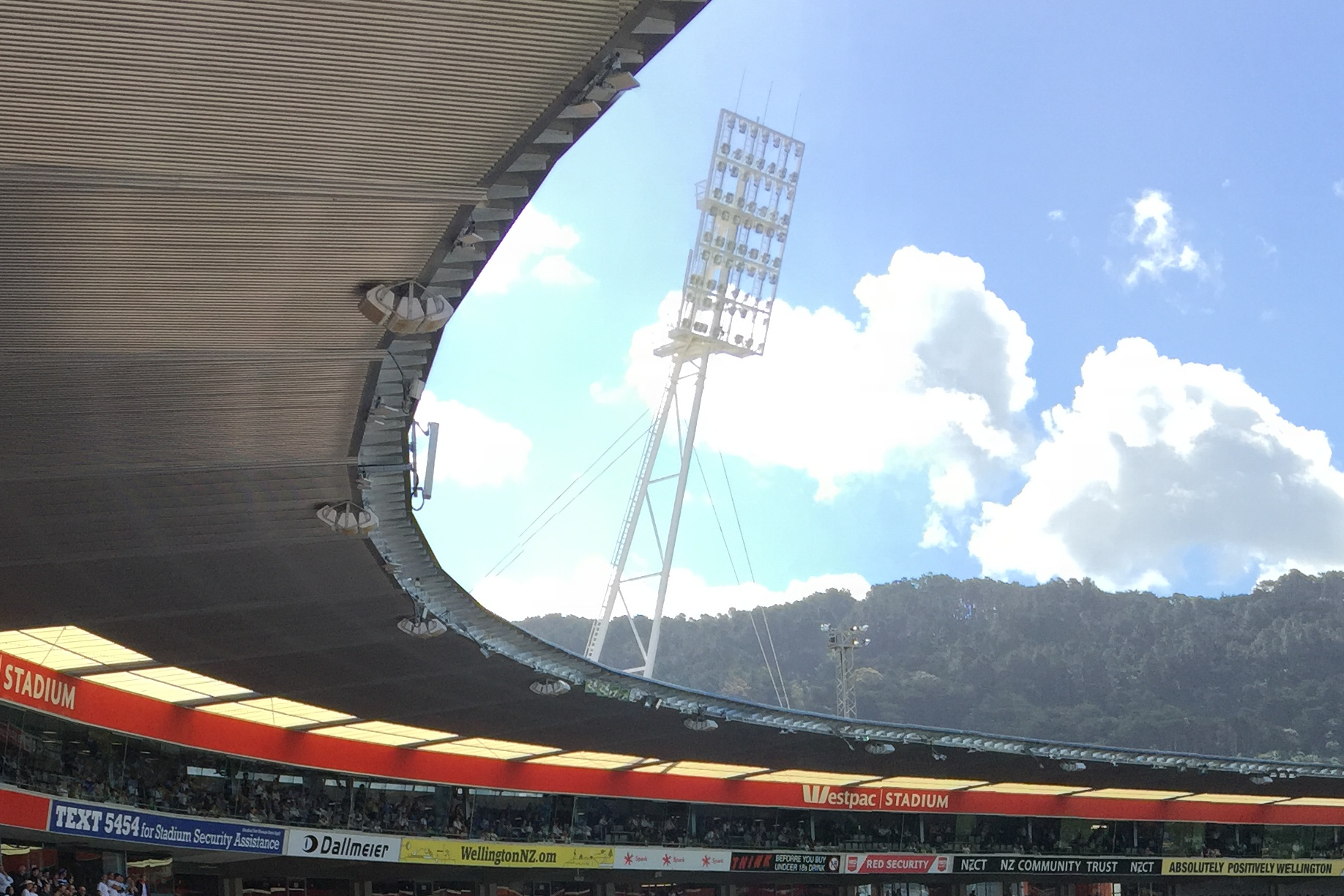
Profilo del tetto e una torre d'illuminazione, novembre 2017

Come detto, l'area su cui sorge lo stadio è un appezzamento sottratto al mare di circa 34000 m².
Più che nel disegno architettonico della struttura, un'ellisse perfetta con gli assi di 240 × 200 m, la singolarità risiede nel progetto della copertura: essendo infatti Wellington una città ventosa, Holmes Consulting collaudò in galleria del vento alcune soluzioni in calcestruzzo leggero per il tetto, onde proporre una soluzione ingegneristica che presentasse resistenza minima alle raffiche ed evitasse carichi alla struttura e pericolosi effetti vela.
Gran parte dell'edificio fu prefabbricato: circa 4000 moduli in calcestruzzo leggero furono prodotti a Otaki e New Plymouth e autotrasportati nella capitale, per un totale di circa 18000 m³ di materiale.
L'acciaio utilizzato in totale, tra armatura del calcestruzzo e strutture di rinforzo e sostegno, fu di circa 4300 t.
La struttura del tetto è completamente sospesa, quindi all'interno dello stadio non vi sono tralicci o palificazioni di sostegno a impedire in tutto o in parte la vista del campo da gioco; l'impianto di illuminazione si compone di 392 proiettori da 2000 w ciascuno, 280 dei quali installati su quattro tralicci montati sulla copertura (70 per traliccio) e 112 lungo il bordo del tetto.
Il tappeto di gioco più recente fu installato a dicembre 2016, inizio dell'estate australe: furono messi in opera 15050 m² di erba naturale, costituita da 1204 rotoli di zolla d'erba di 1 × 13 m di dimensione.
Essendo idoneo a ospitare non solo calcio, football australiano, rugby a XIII e a XV ma anche cricket, il campo rispetta le misure previste per i test match internazionali di tale disciplina: la lunghezza massima del terreno è di 162 m e la larghezza è 135 m.
L'altezza dell'erba per gli incontri di rugby e football australiano è tra i 25 e i 30 mm; quella per il calcio è tra i 18 e i 22 mm; per il cricket è tra i 10 e i 12 mm.
Tutto il prato appoggia su un letto di 7930 tonnellate di sabbia sotto il quale, a sua volta, si trova un vespaio di 2800 ciottoli di ghiaia per favorire il drenaggio idrico.
In occasione della prima piantatura del prato di gioco nel 1999 occorsero circa 900 kg di semenza di loglio e festuca rossa.

## Incontri internazionali di rilievo

### Calcio
| Arbitro: | Jorge Larrionda |

|            |           |  |
| Fallon 45’ | Marcatori |  |

### Rugby a 13
| Arbitro: | Matt Cecchin |

|                |      |                        |
| S. Johnson 45’ | c.p. | 15’ Koroisau 62’ Milne |

### Rugby a 15
| Arbitro: | Craig Joubert |

|            |      |                                              |
| Earls 45’  | mt   | 3’ S. Williams 51’ M. Phillips 64’ J. Davies |
| O’Gara 45’ | tr   | 3’, 64’ Priestland                           |
| O’Gara 24’ | c.p. | 28’ Halfpenny                                |

| Arbitro: | Bryce Lawrence |

|                   |      |                   |
|                   | mt   | 12’ Horwill       |
| M. Steyn 39’, 56’ | c.p. | 17’, 72’ O’Connor |
| M. Steyn 60’      | drop |                   |